# Китаб аль-ибар
Китаб аль-ибар (араб. كتاب العِبَر‎ — «Книга назиданий») — труд арабского историка Ибн Хальдуна.

## Полное название
«Книга назиданий и сборник начал и сообщений о деяниях, арабов, персов и берберов и тех, кто были их современниками из числа носителей высшей власти» (Китаб аль-ибар ва диван аль-мубтада ва-ль-хабар фи айям аль-араб ва-ль-аджам ва-ль-барбар ва ман асарахум мин зави-с-султан аль-акбар — араб.  كتاب العبر وديوان المبتدأ والـخبر في أيام العرب والعجم والبربر ومن عاصرهم من ذوي السلطان الأكبر ‎).

## Время создания
Вторая половина XIV века.

## Композиция
Состоит из семи частей. Первая часть — «Мукаддима» — может рассматриваться как самостоятельное сочинение. Части со второй по пятую включительно освещают всемирную историю. Шестая и седьмая части посвящены народам Северной Африки, уроженцем которой был и сам автор.